# Goeldia mirim
Espèce
Goeldia mirim est une espèce d'araignées aranéomorphes de la famille des Titanoecidae.

## Distribution
Cette espèce est endémique du Brésil. Elle se rencontre au Maranhão, au Piauí, au Mato Grosso et au Rondônia.

## Description
Le mâle holotype mesure 3,16 mm et la femelle paratype 3,0 mm, les mâles mesurent de 3,0 à 4,0 mm et les femelles de 3,56 à 4,2 mm.

## Systématique et taxinomie
Cette espèce a été décrite par Almeida-Silva et Brescovit en 2024.

## Publication originale
- Almeida-Silva & Brescovit, 2024 : « Unraveling the mysteries of Goeldia Keyserling, 1891: revision, description of seven new species and first record from USA (Araneae: Titanoecidae). » Zootaxa, no 5428(2), p. 151-193.